# Окни
Окни (на украински: Окни) е селище от градски тип в Южна Украйна, Подилски район на Одеска област. Основано е през 1771 година. Населението му е около 5636 души.